# دين الانقراض
دين الانقراض أو الانقراض المتأخر (بالإنجليزية: Extinction debt)‏، مصطلح يستخدم في علم البيئة للإشارة للانقراض المستقبلي للأنواع بسبب الظروف والأحداث التي وقعت في الماضي. هناك مصطلحات أخرى مثل «المشي نحو الموت» و«النجاة دون تعافي» تعبر تقريباً عن نفس المعنى.
يحدث هذا النوع من الانقراض بسبب التأخير الزمني الذي يحدث للتأثيرات على نوع معين، والتي تؤدي في نهاية المطاف لاختفاء هذا النوع وانقراضه بشكل كامل. من الأمثلة على ذلك أنَّ الأشجار المُعمرة قد تعيش لعدة سنوات حتى بعد أن تبدأ الأشجار الجديدة بالتكاثر في بيئتها وأخذ مكانها، وبالتالي يكون انقراضها حتمي في المستقبل. يشير مصطلح دين الانقراض من الناحية التقنية إلى عدد الأنواع في منطقة معينة والتي من المحتمل أن تنقرض، بدلاً من تحديد نوع واحد، ويمكن التعبير عنها بلغة بسيطة بالانقراض المتأخر.
قد يحدث هذا الانقراض المتأخر في بيئة محلية أو على مستوى عالمي، لكن معظم الأمثلة المعروفة تحدث في بيئات محلية، وربما يكون ذلك لأن هذه النماذج أسهل ملاحظة في بيئة صغيرة. هجرة الأنواع هي نتيجة طبيعية لخطر الانقراض، وتشير إلى عدد الأنواع التي من المحتمل أن تهاجر من منطقة معينة بعد حدوث تغيرات في النظام البيئي فيها.

## المصطلح
استخدم مصطلح دين الانقراض لأول مرة في عام 1994 في ورقة علمية كتبها كلٌّ من ديفيد تيلمان وروبرت ماي وكلارنس ليمان ومارتن نواك، على الرغم من أن جاريد دياموند كان قد استخدم مصطلح «فترة الاسترخاء» للتعبير عن نفس الظاهرة في عام 1972.
من المصطلحات الأخرى التي استخدمت «المشي نحو الموت» و«النجاة دون تعافي» للتعبير عن المفهوم عينه، قام ديفيد غابلونسكي بصياغة عبارة «الميت الماشي» في وقتٍ مبكر من عام 2001 واستُخدمت في فيلم يتحدث عن المشية الأخيرة للسجين المحكوم عليه بالإعدام نحو غرفة الإعدام، ثم ظهر هذا المصطلح منذ ذلك الحين في كتابات علماء آخرين حول آثار الانقراض الجماعي. في مجالٍ آخر يتمحور حول مناقشة التهديدات التي يتعرض لها التنوع البيولوجي يشبه مفهوم الانقراض المتأخر الالتزام المناخي في مواضيع التغير المناخي، والذي ينص على أن مبدأ القصور الذاتي سوف يتسبب في استمرار ارتفاع درجة حرارة الأرض لعدة قرون حتى لو لم تصدر انبعاثات غازات دفيئة بعد الآن، وبالمثل قد يستمر الانقراض الحالي لفترة طويلة حتى بعد توقف التأثيرات البشرية على الأنواع الحية الموجودة اليوم.

## النطاق الزمني
يمكن أن يكون الوقت اللازم لحدوث الانقراض المتأخر طويلاً للغاية، فمثلاً لا تزال بعض الجزر التي تعرضت لظروف معينة في نهاية العصر الجليدي الأخير - أي منذ حوالي 10 آلاف عام - تفقد أنواعاً جديدة في أيامنا هذه نتيجة لذلك. من الأمثلة الأخرى أن بعض الكائنات الحية المجهرية قد انقرضت بسبب الثوران البركاني في بنما، حيث قطع هذا الحدث تدفق المواد الغذائية من المحيط الهادئ إلى منطقة البحر الكاريبي منذ نحو3 إلى 4.5 مليون سنة، ورغم حدوث انخفاض حاد في أعداد الكائنات الحية المجهرية الموجودة في تلك المنطقة وقتها لكنَّ انقراضها التام لم يحدث إلا بعد 1 – 2 مليون سنة أخرى.
أما الانقراض المتأخر الذي يحدث بسبب الأفعال البشرية فيستغرق فترات زمنية أقصر من ذلك بكثير، فمثلاً يحدث انقراض الطيور بسبب قضاء البشر على الغابات المطيرة على مدار سنوات أو عقود فقط.

## الاكتشاف
يبدو أنه من الصعوبة بمكان التنبؤ بالانقراض المتأخر أو قياسه، لأنَّ العمليات التي تؤدي لهذا الانقراض بطيئة بطبيعتها ومتغيرة بشكلٍ كبير، ومن الصعب تحديد أو حساب أعداد صغيرة للغاية من الأنواع المتشابهة المنقرضة. ويبدو بسبب ذلك كله أنَّ معظم التدابير التي يمكن استخدامها لمنع الانقراض غير مؤكدة وغير مضمونة.

### الأدلة التجريبية
هناك صعوبات تقنية وأخلاقية تمنع إجراء تجارب يُحرض من خلالها حدوث انقراض متأخر، ولذلك هناك القليل من الدراسات المُتحكم بها عن الانقراض المتأخر، منها مثلاً التجارب التي أجريت على بعض أنواع الحشرات التي تعيش على الطحالب، حيث أظهرت أن انقراض هذه الحشرات المتأخر حدث بعد تدمير الطحالب، واستغرق حدوث الانقراض من 6 – 12 شهر بعد تدمير الطحالب.

### طرق الرصد

#### المراقبة طويلة الأمد
يمكن ملاحظة الانقراض المتأخر الذي يحدث في نطاقات زمنية قصيرة نسبياً (سنوات إلى عقود) من خلال قياس التغير في أعداد الأنواع في الوقت الذي يلي حدوث التأثير على البيئة المدروسة، فمثلاً في غابات الأمازون المطيرة قام الباحثون بقياس معدل اختفاء بعض أنواع الطيور بعد قطع الأشجار، وبما أنَّ الانقراض المتأخر قصير الأجل قد يستغرق سنوات إلى عقود لنصل إلى حالة التوازن فإن مثل هذه الدراسات ستستغرق سنوات عديدة وستكون النتائج الجيدة التي يمكن التعويل عليها نادرة.

#### مقارنة الماضي والحاضر
تقارن معظم الدراسات المتعلقة بالانقراض المتأخر أعداد أنواع معينة من الكائنات الحية في بيئات معينة في الماضي والحاضر، وإذا كان هناك نقص حاد أو اختفاء في أنواع معينة فإنَّ الانقراض المتأخر قد يكون هو التفسير المحتمل، ولكن لا يمكن تقدير عدد الأنواع التي من المحتمل أن تنقرض باستخدام هذه الطريقة. بالإضافة لذلك تتطلب هذه الطريقة افتراض أن الأنواع السابقة من الكائنات الحية كانت في حالة توازن مع بيئتها، وهو أمر لا يمكن تأكيده في كثير من الأحيان. هناك أيضاً نموذج شائع الاستخدام هو منحنى منطقة الأنواع، ولكن نظراً لأن هذا المنحنى يعتمد على نماذج استقلاب الكائنات الحية، فقد لا تتوافق ديون الانقراض المقاسة بهذه الطريقة مع نماذج الاستقلاب المعروفة مسبقاً. يمكن تمثيل العلاقة بين البيئة وعدد الأنواع بنماذج أكثر تعقيداً تحاكي سلوك العديد من الأنواع بشكل مستقل مع نتائج أفضل وأقرب للواقع من الطرق السابقة.

### أمثلة

#### المراعي
تُظهر الدراسات الخاصة بالأراضي العشبية الأوروبية أدلة على الانقراض المتأخر من خلال المقارنات مع الماضي، ودراسة البيئة الحالية ذات المستويات المختلفة من التأثيرات البشرية. يبدو أن اختلاف الأنواع الحية في الأراضي العشبية في السويد هو من بقايا النظام البيئي الطبيعي الذي كان موجوداً منذ 50 إلى 100 عام. أما في الأراضي العشبية في إستونيا والتي فقدت جزءاً كبيراً من مساحتها منذ ثلاثينيات القرن العشرين، فتشير التقديرات إلى أن ما بين 17% - 70% من الأنواع الحية فيها سوف تنقرض في المستقبل. دراسات الأراضي العشبية في بلجيكا والتي حدثت فيها آثار مماثلة لم يظهر فيها أي دليل على الانقراض المتأخر، وقد يكون ذلك بسبب الاختلافات في طرق القياس أو في أنواع الأعشاب وطبيعة البيئة.

#### الحشرات
عُثر على أدلة على حدوث الانقراض المتأخر بين أنواع الفراشات التي تعيش في الأراضي العشبية في بعض الجزر الصغيرة قبالة الساحل الغربي لإستونيا. فتوزع وانتشار أنواع الفراشات على هذه الجزر يفسر بشكل أفضل تبعاً للظروف البيئية القديمة أكثر من الحديثة. وفي أرخبيل الجزر الأزورية حدث تدمير لأكثر من 95% من الغابات الأصلية خلال 600 سنة الماضية، ونتيجة لذلك يعتقد أن أكثر من نصف الحشرات المفصلية في هذه الجزر سوف ينقرض بشكل حتمي، مع احتمال أن تفقد العديد من جزر الأرخبيل أكثر من 90% من أنواع الكائنات الحية الموجودة فيها.